# Кашкин, Юрий Петрович
Юрий Петрович Кашкин (12 февраля 1914, Тверская губерния — 18 ноября 1990, Каменск-Уральский, Свердловская область) — советский военнослужащий, полный кавалер ордена Славы, старшина в отставке.
В Рабоче-крестьянскую Красную Армию призван в августе 1942 года. На фронтах Великой Отечественной войны с ноября 1942 года. Весь боевой путь прошёл в составе 31-й танковой бригады в должностях заряжающего, радиста-пулемётчика и механика-водителя танка Т-34. За время войны ни разу не был ранен. Участвовал в танковом сражении под Прохоровкой, освобождал Украину, Молдавию и Белоруссию. За доблесть и мужество, проявленные в боях на территории Литвы и Восточной Пруссии, был награждён двумя орденами Славы III степени и орденом Славы II степени. Указом Президиума Верховного Совета СССР от 24 октября 1966 года в порядке перенаграждения награждён орденом Славы 1-й степени.
После демобилизации в 1945 году жил и работал в городе Каменск-Уральский Свердловской области.

## Биография

### До призыва на военную службу
Юрий Петрович Кашкин родился 12 февраля 1914 года в деревне Копачёво Михайловской волости Вышневолоцкого уезда Тверской губернии Российской империи (ныне Удомельского района Тверской области Российской Федерации) в семье рабочего-железнодорожника. Русский.
В 1917 году семья Кашкиных переехала в Петроград. Здесь в 1930 году Юрий Петрович окончил семь классов школы. Затем учился в школе фабрично-заводского ученичества, по окончании которой, получив рабочую профессию модельщика по дереву, по распределению был направлен в Челябинск, на тракторный завод. Однако трудился на Урале Кашкин недолго. Вскоре по состоянию здоровья он вернулся в Ленинград. До войны работал по специальности на Ленинградском авиационном заводе № 381. В августе 1941 года, когда немецкие войска вышли на ближние подступы к городу, Юрий Петрович вместе с заводом эвакуировался в Нижний Тагил. До призыва на военную службу работал на станции Смычка Свердловской железной дороги.

### На фронтах Великой Отечественной войны
В ряды Рабоче-крестьянской Красной Армии Ю. П. Кашкин был призван Нижнетагильским городским военкоматом Свердловской области в августе 1942 года. Сначала Юрия Петровича направили в Верхний Уфалей, где он окончил трёхмесячные курсы стрелков-радистов при танковой школе, а оттуда в звании сержанта — в Челябинск, где комплектовались танковые экипажи для отправки в действующую армию. В конце ноября 1942 года Ю. П. Кашкин с пополнением прибыл на Западный фронт. Танкисты выгрузились с железнодорожной платформы где-то под Тулой и уже вскоре в составе 31-й танковой бригадой вступили в схватку с врагом. Первый бой для экипажа, в котором радиотелеграфистом служил сержант Кашкин, вышел неудачным: неопытный механик-водитель не справился с управлением и утопил машину в болоте. Впрочем, неудачи преследовали всю 31-ю танковую бригаду: 30 ноября 1942 года в бою за деревню Большое Кропотово Каширского района она потеряла последние танки и была выведена на переформирование в резерв Ставки Верховного Главнокомандования.
В феврале 1943 года в Московском учебном центре под Наро-Фоминском началось формирование 29-го танкового корпуса, в состав которого была включена 31-я танковая бригада. До лета 1943 года подразделения корпуса вели напряжённую боевую учёбу в районе Острогожска, а в преддверии Курской битвы в составе 5-й гвардейской танковой армии были подчинены Воронежскому фронту. 12 июля 1943 года соединение полковника И. Ф. Кириченко приняло боевое крещение в танковом сражении под Прохоровкой, приняв на себя удар 3-й танковой дивизии СС «Мёртвая голова» и основных сил 1-й танковой дивизии СС «Адольф Гитлер». В ходе боя экипаж Кашкина уничтожил немецкий танк «Тигр», а также протаранил железнодорожный состав врага с пехотой и военным имуществом.
В дальнейшем Юрий Петрович принимал участие в разгроме врага в ходе Белгородско-Харьковской операции, затем, сражаясь на Степном фронте (с 20 октября 1943 года — 2-й Украинский фронт), участвовал в боях на правом берегу Днепра под Кривым Рогом, Александрией и Знаменкой. Во время Кировоградской наступательной операции в бою за село Покровское 6 января 1944 года старший радиотелеграфист танка Т-34 277-го танкового батальона старший сержант Ю. П. Кашкин продемонстрировал мужество, отвагу и высокое воинское мастерство. Он помогал командиру танка эффективно управлять боевой машиной, своевременно давал экипажу целеуказания, вёл интенсивный огонь по врагу из пулемёта. В результате экипаж тридцатьчетвёрки огнём орудия, пулемёта и гусеницами уничтожил 3 артиллерийских орудия, 2 огневые точки и до взвода немецкой пехоты. За этот бой Юрий Петрович получил свою первую награду — медаль «За боевые заслуги».
Во время освобождения Правобережной Украины и Молдавии зимой-весной 1944 года старший сержант Ю. П. Кашкин в составе экипажа принимал участие в уличных боях в Кировограде, громил окружённые под Корсунь-Шевченковским немецкие войска, форсировал реки Южный Буг и Днестр, освобождал города Умань и Сороки. 9 мая 1944 года 29-й корпус был отведён в район румынского города Ботошани, где после отдыха и пополнения начал подготовку к прорыву обороны румынских и немецких войск северо-западнее Ясс, но наступать ему предстояло уже в Белоруссии и Прибалтике.

### В Белоруссии и Прибалтике
К 18 июня 1944 года 29-й танковый корпус сосредоточился к западу от Смоленска и в составе 5-й гвардейской танковой армии был подчинён 3-му Белорусскому фронту, а 26 июня в рамках операции «Багратион» был брошен в прорыв. Заряжающий танка Т-34 старший сержант Ю. П. Кашкин, действуя в составе экипажа младшего лейтенанта Н. Ф. Костикова (командир орудия сержант А. А. Череухин, механик-водитель старший сержант С. Ф. Науменко) за 12 дней прошёл с боями 320 километров, участвовал в боях за города Борисов, Заславль и Молодечно, освобождал столицу Литовской ССР город Вильнюс. Кашкин всегда чётко и быстро выполнял приказы командира, бесперебойно подавал снаряды, чем способствовал успешным действиям экипажа на поле боя. 27 июля 1944 года, действуя в разведке северо-восточнее города Ионава впереди основных сил своей бригады, экипаж Костикова вступил в бой с превосходящими силами противника у деревни Гуданцы Каунасской области. Танкисты уничтожили немецкий тяжёлый танк «Тигр», 2 пушки и до 80 солдат и офицеров противника, однако немцам удалось повредить ходовую часть тридцатьчетвёрки. Вражеские автоматчики сразу окружили подбитую машину, но Кашкин и его товарищи, организовав круговую оборону, в течение полутора суток до подхода подкрепления вели с ними бой, отразив все попытки неприятеля захватить танк. За доблесть и мужество, проявленные в бою, весь экипаж был отмечен правительственными наградами: командир танка младший лейтенант Костиков был награждён орденом Отечественной войны 2-й степени, а старшие сержанты Кашкин, Науменко и сержант Череухин — орденами Славы 3-й степени.
Тем временем 29-й танковый корпус, отражая контрудары врага, продолжал наступление в рамках Каунасской операции. 9 августа 1944 года 31-я танковая бригада совместно с мотострелками 53-й мотострелковой бригады во взаимодействии с частями 158-й стрелковой дивизии овладела городом Расейняй. Однако дальнейшее продвижение советских войск в Прибалтике было остановлено мощными танковыми контрударами противника. 17 августа по тактическим соображениям 5-я гвардейская танковая армия была передана в состав 1-го Прибалтийского фронта и участвовала в оборонительных боях под Шяуляем, а во время Рижской наступательной операции прикрывала фланг фронта севернее и западнее Добеле. Упорное сопротивление немецких войск под Ригой вынудило Ставку ВГК перенести направление главного удара с рижского на мемельское направление, что стало полной неожиданностью для немцев. Уже к исходу дня 5 октября ударная группировка 1-го Прибалтийского фронта в рамках Мемельской операции прорвала вражескую оборону северо-западнее Шяуляя и в образовавшуюся брешь 6 октября был брошен 29-й танковый корпус, имевший задачу выйти к побережью Балтийского моря и тем самым отрезать группу армий «Север» в Курляндии от Восточной Пруссии. 31-я танковая бригада наступала в авангарде корпуса общим направлением на Кретингу. В числе первых трёх экипажей, вышедших 10 октября 1944 года к Балтийскому морю западнее населённого пункта Шайпен-Томс, был и экипаж, в составе которого воевал радистом-пулемётчиком старший сержант Ю. П. Кашкин. За время наступления на мемельском направлении Юрий Петрович вместе со своими боевыми товарищами истребил до 20 солдат и офицеров вермахта, уничтожил 10 автомашин, 2 тягача, 2 пушки с расчётами и бронетранспортёр. За образцовое выполнение боевых заданий командования приказом от 22 октября 1944 года танкист был повторно награждён орденом Славы 3-й степени. В порядке перенаграждения указом Президиума Верховного Совета СССР от 24 октября 1966 года ему был присвоен орден Славы 1-й степени.
В ходе Мемельской операции 29-й танковый корпус вышел к Балтийскому морю на 15-километровом участке. В октябре-ноябре 1944 года бригады корпуса вели бои по расширению этого коридора, действуя против группы армий «Север». Радист-пулемётчик танка Т-34 1-го танкового батальона старший сержант Ю. П. Кашкин вновь отличился в боях с 27 октября по 5 ноября. Участвуя в атаках на опорные пункты немецкой обороны Эмбуте, Бриньти, высота 132,7, Пушни и Лиэлдзельда, он огнём из танкового пулемёта умело истреблял живую силу врага. В результате слаженной работы экипажа было уничтожено 3 противотанковых пушки, 2 миномёта с расчётами, 4 автомашины с различными военными грузами и до 20 солдат неприятеля.
5 ноября 1944 года 5-я гвардейская танковая армия была выведена в резерв Ставки ВГК и, сосредоточившись в районе Бельска, 17 декабря вошла в состав 2-го Белорусского фронта. В ходе Млавско-Эльбингской операции ей предстояло вновь прорваться к Балтийскому морю в районе Эльбинга и отсечь восточно-прусскую группировку противника от основных сил вермахта.

### В Восточной Пруссии
14 января 1945 года войска 2-го Белорусского фронта с плацдармов на реке Нарев перешли в наступление с задачей разгромить млавскую группировку противника, а 17 января в полосе наступления 48-й армии в бой были введены основные силы 29-го танкового корпуса. В авангарде соединения наступала 31-я танковая бригада. Старший радист-пулемётчик танка Т-34 старший сержант Ю. П. Кашкин, действуя в составе экипажа младшего лейтенанта Г. И. Пегова, участвовал в штурме города Зольдау, освобождении военнопленных из одноимённого концентрационного лагеря и во взятии города Заальфельд. В составе экипажа Юрий Петрович 23 января первым ворвался в Прёйсишес-Холлянд и первым вышел на окраину Эльбинга, а в первых числах февраля участвовал в танковых атаках на Фрауенбург. За время наступления старший сержант Кашкин поддерживал бесперебойную связь с командиром батальона, чётко докладывал по радио о боевой обстановке. За период с 15 января по 4 февраля 1945 года в составе экипажа уничтожил 12 автомашин и 22 повозки с военным имуществом, 1 бронетранспортёр, 1 артиллерийское орудие, 2 огневые точки и более 100 солдат и офицеров противника. За отличие в боях на млавско-эльбингском направлении приказом от 31 марта 1945 года танкист был награждён орденом Славы 2-й степени.
9 февраля 1945 года 5-я гвардейская армия была передана 3-му Белорусскому фронту. До конца месяца Юрий Петрович участвовал в боях против хейльсбергской группировки противника. 28 февраля армия вернулась в состав 2-го Белорусского фронта. Совершив стремительный переход, 29-й танковый корпус вышел к Данцигской бухте. За неполный год войны это был третий выход частей корпуса к Балтийскому морю. До 6 мая танкисты несли службу по охране побережья, а затем передислоцировались в новый район сосредоточения — в лесной массив к северо-западу от Фрайенвальде. Здесь старший сержант Ю. П. Кашкин и завершил свой боевой путь.

### После войны
После завершения боевых действий 29-й танковый корпус был переброшен в Белоруссию и уже в июле 1945 года переформирован в 29-ю танковую дивизию, а его бригады — в танковые полки. В том же 1945 году старшина Ю. П. Кашкин был демобилизован. Юрий Петрович вернулся на Урал. С 1946 года жил в городе Каменск-Уральский Свердловской области. Работал модельщиком на литейном заводе. После выхода на пенсию занимался военно-патриотической работой. Умер Юрий Петрович 18 ноября (по другим данным — 19 ноября) 1990 года. Похоронен на Ивановском кладбище города Каменск-Уральский.

## Награды
- Полный кавалер ордена Славы:

Памятник тагильчанам — Героям Советского Союза и кавалерам ордена Славы

  - орден Славы I степени (24.10.1966, орден № 2649)[1];
  - орден Славы II степени (31.03.1945, орден № 10795)[16];
  - орден Славы III степени (12.09.1944, орден № 221831)[11];
- Орден Отечественной войны I степени (06.04.1985)[19];
- медали, в том числе:
  - медаль «За отвагу» (22.11.1944)[15];
  - медаль «За боевые заслуги» (19.01.1944)[8];
  - медаль «За победу над Германией в Великой Отечественной войне 1941-1945 гг.» (24.09.1945)[20].

## Память
- Мемориальная доска в честь Ю. П. Кашкина установлена в Каменске-Уральском на доме, где он жил последние годы (ул. Добролюбова, 28)[21].
- Имя Ю. П. Кашкина увековечено на стеле, установленной в честь тагильчан — Героев Советского Союза и полных кавалеров ордена Славы в городе Нижний Тагил на улице Победы[22].